# 日尔布埃斯
日尔布埃斯（葡萄牙語：Gilbués）是巴西皮奥伊州的一个市镇。总面积3495.016平方公里，总人口10351人，人口密度3人/平方公里。